# Becky G
Rebbeca Marie Gomez (Inglewood, 2 de março de 1997), mais conhecida como Becky G, é uma cantora, compositora e atriz norte-americana de origem mexicana, que ganhou reconhecimento pela primeira vez em 2011, quando começou a postar vídeos na internet de si mesma fazendo versões covers de músicas populares. Um de seus vídeos chamou a atenção do produtor Dr. Luke, que posteriormente lhe ofereceu um contrato com a Kemosabe Records e RCA Records . Enquanto trabalhava em seu álbum de estréia, Gomez colaborou com os artistas como will.i.am, Cody Simpson e Cher Lloyd. Seu primeiro single oficial, "Becky from the Block" (2013), recebeu uma recepção positiva após seu lançamento. Ela lançou em seguida seu primeiro extended play (EP), Play It Again (2013), no final do mesmo ano. Seu segundo single, "Can't Get Enough" (2014), que continha a participação vocal do rapper Pitbull e atingiu o topo da parada Latin Rhythm Airplay dos Estados Unidos.
Gomez começou alcançar grande sucesso comercial com o lançamento de "Shower" (2014), que atingiu o número 20 na Billboard Hot 100. O single tornou-se um êxito e recebeu posteriormente duas certificações de platina pela Recording Industry Association of America (RIAA), o que representou vendas superiores a dois milhões de unidades no país. Após o sucesso de "Shower", Gomez lançou "Can't Stop Dancin'" (2014), "Lovin' So Hard" e "Break A Sweat" (2015) como singles de apoio a seu próximo álbum. Ela embarcou em uma turnê em conjunto com J Balvin durante setembro e outubro de 2015, abrangendo os Estados Unidos. Também desenvolveu trabalhos como atriz interpretando Valentina Galindo em dois episódios da série de televisão musical Empire, contribuindo com duas novas músicas para a trilha sonora da série chamada "Do It" e "New New". Gomez foi destaque na música "Superstar" (2016) com Pitbull. Ela lançou sua primeira música em espanhol, "Sola".
Em julho de 2017, ela lançou o single "Mayores", em parceria com o rapper Bad Bunny, que tornou-se um grande sucesso, liderando as paradas na Espanha, Equador, Chile e El Salvador, enquanto alcançou o número três na parada Hot Latin Songs da Billboard. Seu sucesso a levou a colaborar com outros artistas como Daddy Yankee, French Montana e David Guetta, além de ser a artista de abertura do grupo feminino Fifth Harmony, na etapa latino-americana de sua turnê PSA, com shows na Argentina, Chile e México, no mesmo ano. Em abril de 2018, ela colaborou com a cantora dominicana Natti Natasha, na canção "Sin Pijama", que tornou-se outro grande sucesso, atingindo o top 5 da Hot Latin Songs, além do número um na Espanha e o top 10 em vários países. Seu álbum de estréia, Mala Santa, foi lançado em 17 de outubro de 2019.

## Biografia
Rebbeca Marie Gomez, nasceu em 2 de março de 1997 na cidade de Inglewood, no sul da Califórnia. Ela é filha de Alejandra "Alex" e Francisco "Frank" Gomez. Todos os seus quatro avós são naturais de  Jalisco, México, enquanto seus pais e a maioria de sua família nasceram nos EUA. Gomez tem dois irmãos e uma irmã mais nova. E uma meia-irmã com dezoito anos de idade. Gomez cresceu no Moreno Valley, e aos nove anos de idade, sua família perdeu a casa e mudou-se para a garagem da casa dos seus avós devido a problemas financeiros. Gomez começou a trabalhar em meio período para ajudar a sua família, nas despesas de casa, fazendo comerciais e locução. Ela tinha o que descreveu como uma "crise de meia-idade" quando tinha nove anos e decidiu que queria seguir uma carreira musical. Em uma entrevista, ela detalhou o momento: "Essa foi literalmente a minha crise de meia-idade quando eu tinha nove anos. Foi quando eu senti como 'OK, eu preciso arrumar minha vida. O que eu vou fazer?' Eu entendi isso comigo mesma em uma idade mais jovem do que uma garota comum, porque na época minha família havia perdido nossa casa. Eu sempre fui mais madura para minha idade, então eu já estava entendendo o que eles estavam passando, e pensei 'Como posso ajudá-los?'". Ela inicialmente frequentou uma escola pública, mas teve que ter aulas domiciliares devido a problemas com o bullying. Ela afirmou que em um momento ela foi atacada por várias meninas enquanto estava no banheiro, e era um alvo frequente devido aos seu trabalhos na indústria do entretenimento.

## Carreira

### 2008–15:Play It Againe começo da carreira
Gomez começou sua carreira artística integrando o elenco do curta-metragem El Tux (2008) como Claudia Gómez e Nina no filme de televisão produzido pelo Discovery Channel, La Estación da Calle Olvera (2008). Ela se tornou membro de um grupo feminino chamado GLAM em 2009, e depois ingressou no BCG, outro grupo de feminino. Ela filmou um videoclipe como parte do GLAM para uma música intitulada "JellyBean" em 2009. Durante esse período, Gomez também começou a gravar material solo cantando e fazendo rap usando GarageBand e criou uma conta no YouTube para publicar versões covers de músicas populares. Ela também começou a escrever suas próprias músicas e, aos treze anos, aprendeu a tocar violão. Gomez fez amizade com a dupla de produtores The Jam, quando ela tinha treze anos, que gostaram do trabalho de composição de Gomez. O trio começou a trabalhar no material juntos, resultando nos covers das músicas "Otis" (2011), "Lighters" (2011), "Novacane" (2011) "Take Care" (2011), "Boyfriend" ( 2011) e uma música de sua autoria, "Turn the Music Up". Essas músicas foram feitas para fazer parte de uma mixtape, intitulada @itsbeckygomez, embora esse projeto nunca tenha se concretizado. Seu cover de "Otis" chamou a atenção do produtor Dr. Luke , que já havia trabalhado com artistas como Britney Spears e Miley Cyrus, entre outros. Luke marcou uma reunião com Gomez e pediu que ela tocasse violão para ele; mais tarde ele a contratou para sua gravadora Kemosabe Records, que pertence a RCA Records. Em referência ao videoclipe de "Otis", Luke afirmou que "ela teria feito sozinha. Ela tinha 100% de participação. Ela tem muita personalidade e sua voz sai dos alto-falantes. Então eu a conheci e descobri que ela também podia cantar e tocar violão e pensei: 'Isso é ainda melhor'. Então eu descobri que ela sabia escrever e fiquei como, 'O que mais você vai me dizer, que você também é Van Gogh?' O potencial dela é ilimitado". Logo após assinar com a gravadora, Gomez começou a trabalhar em seu álbum de estréia.
Em agosto, enquanto trabalhava em seu álbum de estréia, Gomez lançou sua primeira música, "Problem", com will.i.am, que foi remixada posteriormente em "Problem (The Monster Remix)" em setembro, para o filme Hotel Transylvania da Sony Pictures Animation; a música serviu como single promocional e também apareceu no filme nos créditos finais. Gomez e will.i.am filmaram um videoclipe para a música; que apresenta os dois artistas em um hotel, enquanto as cenas do filme também aparecem. Ela aparece na música de Cody Simpson, "Wish U Were Here" (2012), servida como o segundo single do álbum de estréia do cantor, em 7 de agosto. Ela trabalhou com Cher Lloyd na música "Oath", lançada em 2 de outubro como o quarto single de seu álbum de estréia. O single teve pouco sucesso comercial, tornando-se a primeira música de Gomez a figurar na Billboard Hot 100. A faixa foi posteriormente certificada em ouro pela Recording Industry Association of America (RIAA), denotando vendas de 500.000 unidades no país. Ela também trabalhou com Michel Teló em um remix de sua música "Ai Se Eu Te Pego" em seu EP no Reino Unido em 14 de outubro. Gomez é destaque em um remix de "Die Young" (2012) da cantora Kesha, ao lado de Juicy J e Wiz Khalifa; o remix está contido na edição de luxo japonesa do segundo álbum de estúdio de Kesha, Warrior (2012).

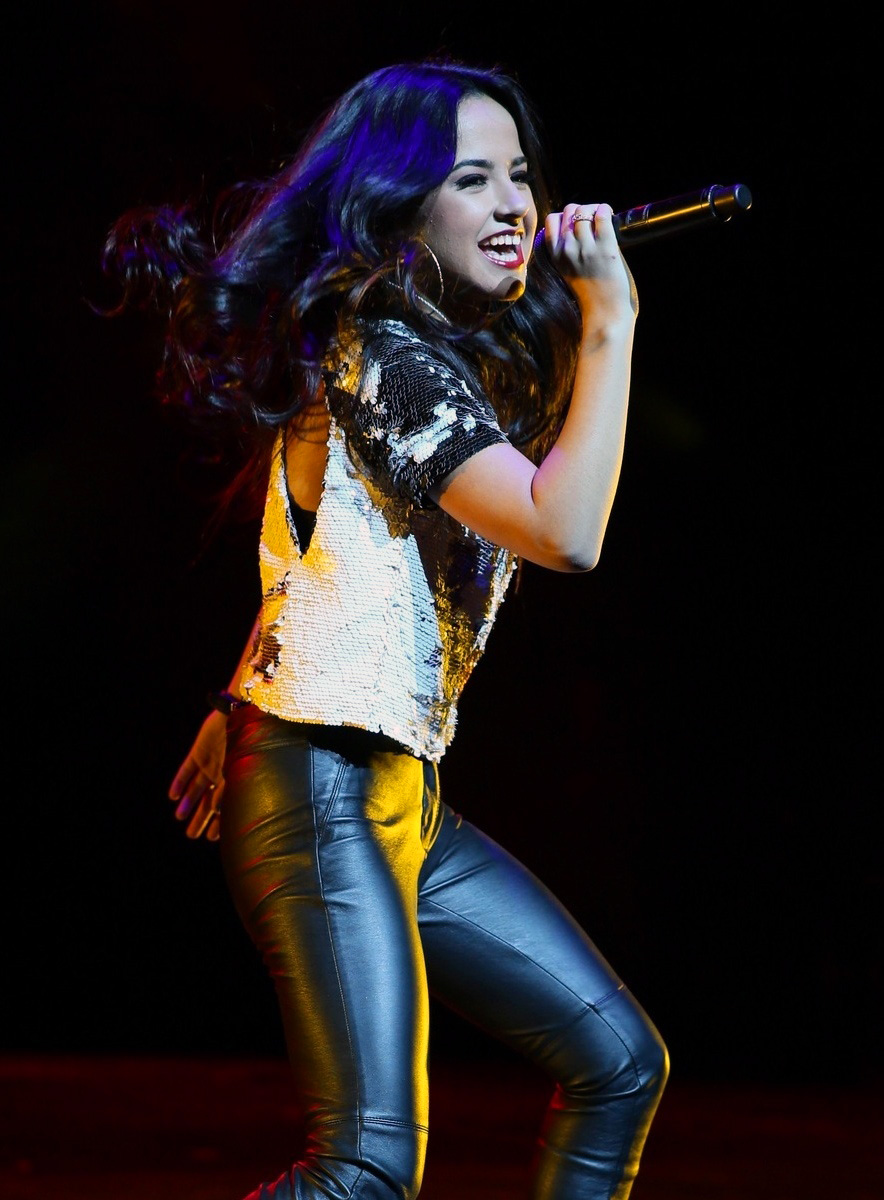
Becky G performando em Chicago em Dezembro de 2013

Em 8 de abril de 2013, Gomez lançou "Becky from the Block" como seu single de estreia oficial. A música é um cover do single de Jennifer Lopez em 2003, " Jenny from the Block". Gomez filmou o videoclipe da canção em seu bairro, com Lopez fazendo uma participação especial no clipe. Mais tarde, em 6 de maio, Gomez lançou uma nova música, "Play It Again", para download digital. A faixa serviu como single promocional e não foi um single oficial. Em 13 de julho, Gomez lançou seu extended play (EP) de estréia, também intitulado Play It Again. O álbum continha cinco músicas na edição padrão, e o nome do projeto foi escolhido pelos fãs de Gomez. Gomez mais tarde filmou um videoclipe para a música "Built For This", lançada em 13 de novembro, dirigida por ela mesma. Em outubro de 2013, ela confirmou que já estava gravando seu álbum de estréia. "Can't Get Enough", que conta com a participação do rapper Pitbull, sendo liberado como o primeiro single extraído do Play It Again, lançado em 4 de junho. A música chegou ao topo do Latin Rhythm Airplay nos Estados Unidos, marcando seu primeiro single número um em um gráfico da Billboard. As versões em espanhol de "Play It Again" e "Can't Get Enough" foram lançadas em plataformas digitais. Gomez apresentou o primeiro na cerimônia do Premios Juventud de 2013, onde também foi indicada para "Revelación Juvenil" (Revelação Juvenil).' Ela gravou a música "Quiero Bailar (All Through the Night)" (2013) com 3Ball MTY, na qual Gomez faz um rap em inglês e espanhol. A música foi projetada para ser usada em seu segundo álbum de estúdio.
Gomez lançou o single "Shower" (2014), como o primeiro single do seu álbum de estréia em inglês em 23 de abril. A música provou ser um sucesso, se posicionando entre os vinte primeiros da Billboard Hot 100 nos Estados Unidos. A música também obteve sucesso nas paradas em vários outros países, alcançando o número onze na Austrália e na Suécia. O single recebeu duas certificações pela Recording Industry Association of America (RIAA), denotando dois milhões de unidades vendidas no país. Gomez tornou-se garota propaganda da CoverGirl em julho de 2014. Ela filmou comerciais para promover a marca e apresentou seus produtos em seus videoclipes. "Can't Stop Dancin'" (2014) foi liberado como o próximo single do álbum em 4 de novembro. A música não conseguiu igualar o sucesso de seu single anterior, alcançando o número oitenta e oito no Hot 100. Gomez abriu para Demi Lovato e Katy Perry em datas selecionadas de suas turnês mundiais Demi e Prismatic (2014-15) nos Estados Unidos e no México. Gomez é destaque na música "Como Tú No Hay Dos" (2015) da cantora mexicana Thalía. Gomez lançou uma música intitulada "Lovin So Hard" (2015), juntamente com um videoclipe que consiste em imagens caseiras de Gomez e Austin Mahone, com quem ela namorou brevemente. Em 26 de junho, Gomez estreou uma música intitulada "We Are Mexico" em solidariedade à comunidade latina em resposta aos ataques verbais de Donald Trump á imigrantes ilegais mexicanos. Ela também se apresentou em um concerto em homenagem ao falecido Jenni Rivera. "Break a Sweat" (2015), foi lançado como o quarto single de seu álbum de estréia. Gomez embarcou em uma turnê com o cantor de reggaeton colombiano J Balvin, começando em 23 de setembro e terminando em 25 de outubro; a turnê se estendeu pelos Estados Unidos. Gomez também lançou um remix com Balvin de seu single "Can't Stop Dancin". Ela lançou "You Love It" (2015) como um single promocional antes do lançamento de seu álbum de estréia. Nesse mesmo dia, Gomez foi escalada para o filme Power Rangers (2017) no Trini. Ela também apareceu como Valentina Galindo em dois episódios de Empire, liberando os singles "Do It" e "New, New" (2015).

### 2016–18: Ascensão no mercado latino e cinema
Gomez viajou para Vancouver, Canadá, para filmar Power Rangers. As filmagens ocorreram de 29 de fevereiro a 28 de maio de 2016. Gomez colaborou mais uma vez com Pitbull na música "Superstar". A música serviu como hino oficial da Copa América Centenário. Em 24 de junho de 2016, Gomez lançou o single "Sola". A música é a primeira a ser cantada apenas em espanhol. A música alcançou sucesso nas rádios espanholas, alcançando o número vinte e quatro na parada Latin Pop Songs nos Estados Unidos. Ela aparece no single de Lil Jon "Take It Off", que também conta com vocais de Yandel. Em 7 de outubro de 2016, Gomez lançou "Mangú", sua segunda música em espanhol e acompanhamento de seu single "Sola".

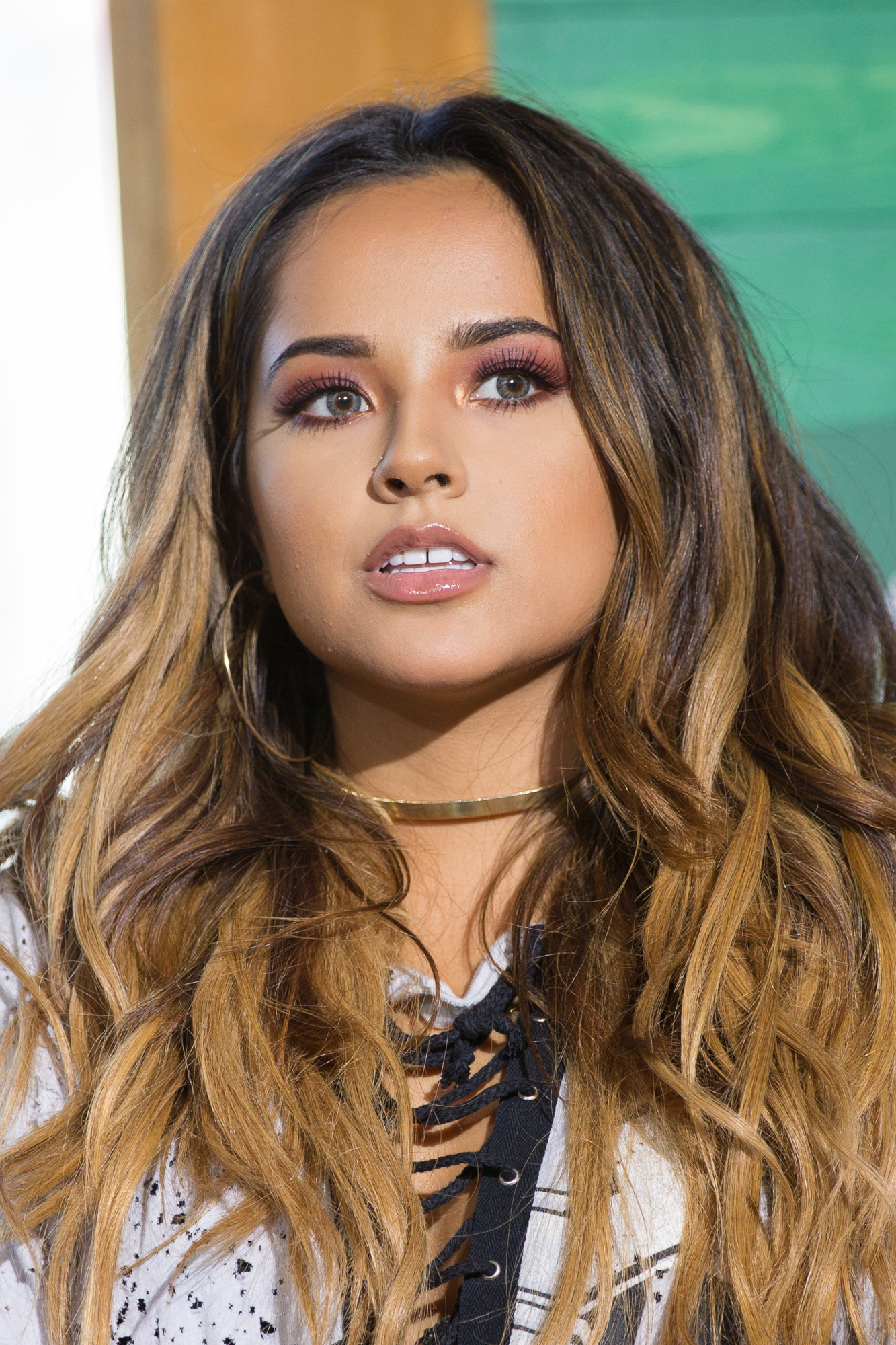
Becky G na San Diego Comic-Con 2016

Em 20 de fevereiro de 2017, Gomez liberou o lançamento de seu single "Todo Cambió", depois de postar uma foto de si mesma usando um vestido de noiva nas mídias sociais. A música foi lançada em 3 de março de 2017 e serve como o terceiro single de seu álbum de estréia. Em 24 de março, Power Rangers foi lançado, marcando a estréia no cinema de Gomez. Ela recebeu atenção do público depois que foi revelado que sua personagem, Trini, é lésbica, sendo o primeiro super-herói da Comunidade LGBT. Em 8 de julho, Gomez começou uma contagem regressiva no Twitter para seu single "Mayores", com Bad Bunny. A música foi lançada como o primeiro single de seu álbum de estréia em 14 de julho. Gomez afirmou que "Mayores" marcará o início de uma "nova era". Em 21 de setembro, foi confirmado que Gomez seria o artista de abertura do grupo feminino Fifth Harmony, na etapa latino-americana de sua turnê PSA, com shows na Argentina , Chile e México. Durante a apresentação do grupo na Argentina, Gomez foi retirada do palco pela segurança depois de ter sido confundida com um fã ao tentar cobrir a membro Dinah Jane com a bandeira do país quando sua roupa estava rasgada. Gomez juntou-se à cantora Leslie Grace na música "Díganle", lançada em 28 de setembro. Gomez também colaborou com Lindsey Stirling como vocalista da faixa "Christmas C'mon", do álbum de Natal de Stirling, Warmer in the Winter, lançada em 20 de outubro de 2017.
Em 9 de fevereiro de 2018, a dupla Mau y Ricky lançou um remix de sua música "Mi Mala" com Karol G, com Gomez, Leslie Grace e Lali. No dia 16 do mesmo mês, o rapper jamaicano Sean Paul e o DJ francês David Guetta lançaram "Mad Love" também com Gomez. Em 20 de abril, ela lançou "Sin Pijama" com a cantora Natti Natasha. Gomez retornou ao mercado de língua inglesa após três anos com o lançamento de "Zooted", apresentando French Montana e Farruko, que foi disponibilizada para download em 20 de julho. Em 5 de agosto, ela lançou "Cuando Te Besé" com Paulo Londra. Em 16 de agosto, Gomez e Grace lançaram um remix de "Díganle", com a boy band latina CNCO. Uma semana depois, Gomez estrelou o filme de aventura de ficção científica AXL, que foi filmado no final de 2017; o filme recebeu críticas negativas da crítica e, como Power Rangers, foi uma decepção nas bilheterias. Gomez estrelou o papel principal no filme de fantasia animado Gnome Alone, ao lado de Josh Peck; originalmente estava previsto para ser lançado nos cinemas, mas só foi lançado na América Latina, Europa e Ásia em abril de 2018. Foi disponibilizado na Netflix em outubro do mesmo ano. Em outubro, o cantor mexicano Joss Favela lançou um dueto com Gomez, intitulado "Pienso en Ti". No final daquele mês, o cantor espanhol C. Tangana lançou a música "Booty" com Gomez, com Alizzz. Gomez apareceu em "Lost in the Middle of Nowhere" do segundo álbum de Kane Brown, Experiment. Em 5 de dezembro de 2018, Gomez lançou uma coleção de maquiagem chamada "Salvaje" com a marca de cosméticos ColourPop. Em 20 de dezembro, Gomez apareceu no remix de "Mala Mía" da cantora colombiana Maluma, ao lado da cantora brasileira Anitta.

### 2019–presente:Mala Santa
Em 18 de janeiro de 2019, Gomez oficialmente retornou à música inglesa com o lançamento de "LBD", juntamente com o vídeo da letra. Em 22 de março, ela lançou seu próximo single "Green Light Go" para download e streaming. Gomez embarcou em sua turnê auto-intitulada, visitando países de língua espanhola.. Em 28 de março, Kane Brown lançou uma versão em espanhol de "Lost in the Middle of Nowhere" com Gomez, junto com um videoclipe e um clipe dos bastidores com a versão em inglês. Em 19 de abril, Gomez lançou o single "La Respuesta" com Maluma.
"Un Mundo Ideal", uma versão bilíngue de "A Whole New World", foi realizada por Zayn Malik e Gomez para a trilha sonora do remake de Aladdin em 2019. A música foi lançada em 17 de maio de 2019. Ela colaborou com Myke Towers com a música "Dollar"; um videoclipe foi lançado em 12 de julho de 2019. Em 27 de setembro de 2019, ela apareceu na música de  J-Hope, "Chicken Noodle Soup". A música contém letras em espanhol, inglês e coreano, ambas envolvidas na escrita em seus respectivos idiomas. O videoclipe de "Chicken Noodle Soup" também contou com 50 dançarinos de diferentes nacionalidades. Gomez lançou seu primeiro álbum de estúdio, Mala Santa, em 17 de outubro de 2019.

## Vida pessoal

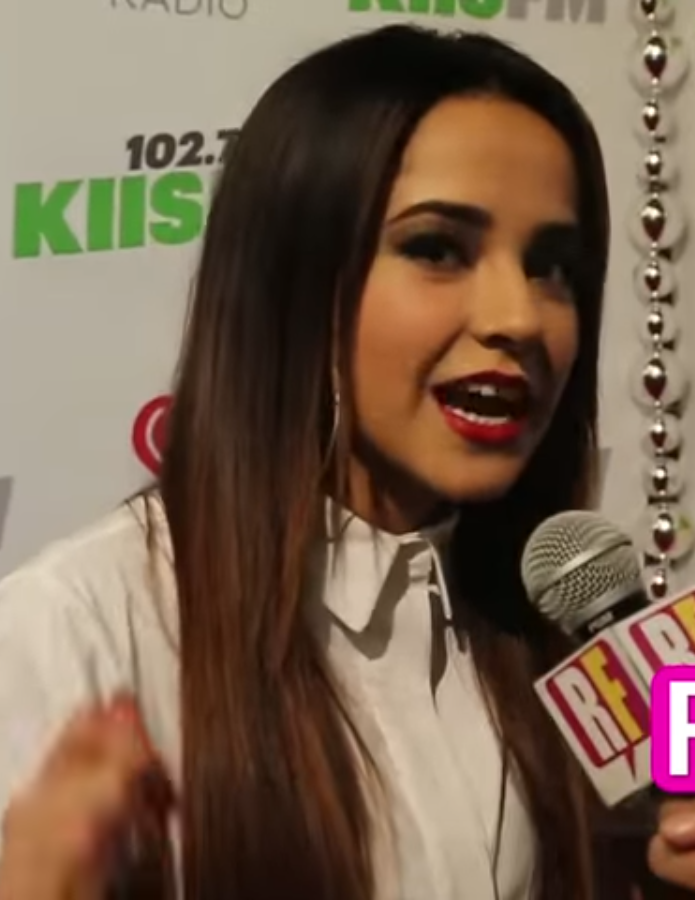
Becky G 2014.

Enquanto estava em turnê com o Fifth Harmony em outubro de 2017, Gomez sofreu um "ataque de fã fora de controle" durante uma apresentação na Cidade do México. Ao sair do hotel, seu segurança tentou segurar os fãs. Ela foi puxada por vários fãs que queriam tirar fotos com ela. Gomez foi ao Snapchat para falar sobre o incidente e também revelou que está lidando com ansiedade, explicando por que ela correu durante a comoção. 
.

## Discografia
- Play It Again (EP) (2013)
- Mala Santa (2019)
- Esquemas (2022)
- Esquinas (2023)
- Encuentros (2025)

## Filmografia
| Ano  | Título                          | Papel                       | Notas                                                                                 |
| ---- | ------------------------------- | --------------------------- | ------------------------------------------------------------------------------------- |
| 2008 | El Tux                          | Claudia Gómez               | Curta                                                                                 |
| 2008 | La estación de la Calle Olvera  | Nina                        | Filme de TV                                                                           |
| 2011 | House of sin                    | Rosalia                     |                                                                                       |
| 2014 | Mahomie Madness                 | Ela mesma                   | Episódio: "Austin Mahone Shows His Tour Bus and Hangs with Becky G" (episode 33)      |
| 2014 | Teens Wanna Know                | Ela mesma                   | Episódio: "DJ Young Slade & Flips Audio Headphones Review" (Temporada 3, Episódio 19) |
| 2014 | Tu día alegre                   | Ela mesma                   | Episódio: "Gabriel Valenzuela y Río Roma" (episódio 1)                                |
| 2014 | Pitbull's New Year's Revolution | Ela mesma                   |                                                                                       |
| 2015 | Austin & Ally                   | Ela mesma                   | Episódio: "Dancers & Ditzes" (Temporada 4, Episódio 10)                               |
| 2015 | Empire                          | Valentina                   |                                                                                       |
| 2017 | Power Rangers                   | Trini Kwan / Ranger Amarela | Filme da Saban                                                                        |
| 2018 | La voz Argentina                | Ela mesma                   | Jurada / Mentora                                                                      |
| 2018 | A.X.L.                          | Sara                        | Coadjuvante                                                                           |
| 2023 | The Blue Beetle                 | Khaji-da                    | Coadjuvante                                                                           |